# Werner de Merode (1816-1905)
Pour les articles homonymes, voir Werner de Merode.
Le comte Werner Charles Marie Ghislain de Mérode est un diplomate et un homme politique français, né le 13 janvier 1816 à Villersexel et mort le 30 octobre 1905 à Trélon.

## Biographie
Fils de Félix de Merode, beau-frère de Charles de Montalembert, diplomate, il est un grand propriétaire foncier à la fois dans le Nord, la Haute-Saône et le Doubs.
Il est élu député du Doubs en 1846 puis député du Nord en 1849, 1852 et 1871. En 1848, il se fait élire maire de Maîche et conseiller général. En 1852, il est élu député du Corps législatif pour le département du Nord, mais il démissionne l'année suivante pour protester contre la confiscation des biens de la famille d'Orléans. 
Candidat malheureux dans le Doubs en 1863 et 1869, il est élu député en 1871 dans le Doubs et le Nord. Il opte pour ce département. 
Il est élu sénateur du Doubs le 19 novembre 1876, mais n'est pas réélu en 1885.
Il est à l'origine de la « monumentalisation » du château de Trélon avec le rehaussement des toitures, la construction du perron puis l'édification de la tour abritant la chapelle. Sa descendance habite toujours le château.

## Descendance[2]
- Hermann de Merode (1853-1924), épouse Amélie de la Rochefoucauld
  - Felix de Merode (1882-1943), épouse Renée de Clermont-Tonnerre (1885-1957)
    - Xavier de Merode (1910-1980), épouse Elisabeth Alvar de Biaudos de Castéja (1914-1994)
      - Charles-Guillaume de Merode (°1940), épouse princesse Hedwige de Ligne de la Trémoïlle (°1943)
        - Frédéric de Merode (°1969), épouse Hannah Robinson (°1971)
          - Felix de Merode (°2000)

        - Emmanuel de Merode (°1970), épouse Louise Leakey.